# ولاد جرار (مسكر)
ولاد جرار هو دُوَّار يقع بجماعة سيدي بوصبر، إقليم وزان، جهة طنجة تطوان الحسيمة في المملكة المغربية. ينتمي الدوّار لمشيخة مسكر التي تضم 7 دواوير. يقدر عدد سكانه بـ 341 نسمة حسب الإحصاء الرسمي للسكان والسكنى لسنة 2004.

## روابط خارجية
- البوابة الوطنية للجماعات الترابية
- المندوبية السامية للتخطيط